# فرودگاه محلی توسکالوسا
فرودگاه محلی توسکالوسا (به انگلیسی: Tuscaloosa Regional Airport) یک فرودگاه همگانی باربری با کد یاتا TCL است که یک باند فرود آسفالت دارد و طول باند آن ۱۹۸۱ متر است. این فرودگاه در کشور ایالات متحده آمریکا قرار دارد و در ارتفاع ۵۲ متری از سطح دریا واقع شده است.